# Val de San Vicente
Val de San Vicente és un municipi de la Comunitat Autònoma de Cantàbria. Limita al nord amb el Mar Cantàbric, a l'oest amb el Principat d'Astúries, al sud amb Herrerías i a l'est amb San Vicente de la Barquera. És el municipi més occidental de la costa càntabra i està situat en la desembocadura dels rius Deva i Nansa, que aporten les seves aigües al mar en les ries de Tina Major i Tina Menor respectivament.

## Localitats
- Abanillas, 81 hab.
- Estrada, 22 hab.
- Helgueras, 74 hab.
- Luey, 179 hab.
- Molleda, 187 hab.
- Muñorrodero, 95 hab.
- Pechón, 215 hab.
- Pesués (Capital), 376 hab.
- Portillo, 78 hab.
- Prellezo, 212 hab.
- Prío, 85 hab.
- San Pedro de las Baheras, 63 hab.
- Serdio, 184 hab.
- Unquera, 819 hab.

## Demografia
| 1900  | 1910  | 1920  | 1930  | 1940  | 1950  | 1960  | 1970  | 1980  | 1990  | 2000  | 2006  |
| ----- | ----- | ----- | ----- | ----- | ----- | ----- | ----- | ----- | ----- | ----- | ----- |
| 2.570 | 2.749 | 2.575 | 2.641 | 2.892 | 3.026 | 3.081 | 2.777 | 2.408 | 2.621 | 2.560 | 2.670 |

Font: INE

## Administració
| Eleccions municipals, 25 de maig de 2003 |      |        |          |
| Partit                                   | Vots | %      | Regidors |
| PSOE                                     | 1001 | 54,91% | 6        |
| PP                                       | 449  | 24,63% | 3        |
| PRC                                      | 308  | 16,90% | 2        |

| Eleccions municipals, 27 de maig de 2007 |      |        |          |
| Partit                                   | Vots | %      | Regidors |
| PSOE                                     | 1095 | 59,71% | 8        |
| PP                                       | 397  | 21,65% | 2        |
| PRC                                      | 180  | 9,81%  | 1        |

## Agermanaments
- Miòs

## Personatges il·lustres
- Francisco Bedoya Gutiérrez, originari de Serdio, guerriller antifranquista.
- Antonio Vayas Gutiérrez, originari de Pesués, sindicalista de la UGT.